# Прем'єр Держради КНР
Прем'єр Державної ради Китайської Народної Республіки — голова уряду КНР.
Посаду було створено 1 жовтня 1949 року з проголошенням в Китаї комуністичної Китайської Народної Республіки. Прем'єр Держради КНР призначається на сесії ВЗНП за поданням керівних органів КНР, тобто фактично КПК.

## Список Прем'єрів Держради КНР
| Порядок | Ім'я        | Портрет | Початок повноважень | Завершення повноважень |
| ------- | ----------- | ------- | ------------------- | ---------------------- |
| 1       | Чжоу Еньлай |         | 1 жовтня 1949       | 8 січня 1976           |
| 2       | Хуа Гофен   |         | 4 лютого 1976       | 10 вересня 1980        |
| 3       | Чжао Цзиян  |         | 10 вересня 1980     | 24 листопада 1987      |
| 4       | Лі Пен      |         | 24 листопада 1987   | 25 березня 1998        |
| 5       | Чжу Жунцзі  |         | 25 березня 1998     | 16 березня 2003        |
| 6       | Вень Цзябао |         | 16 березня 2003     | 15 березня 2013        |
| 7       | Лі Кецян    |         | 15 березня 2013     | 11 березня 2023        |
| 8       | Лі Цян      |         | 11 березня 2023     |                        |